# جائزة فرنسا الكبرى 1980
جائزة فرنسا الكبرى 1980 هو سباق فورمولا 1 أقيم بتاريخ 29 يونيو 1980. كان السابع من أصل 14 في بطولة العالم لسباقات الفورمولا واحد موسم 1980. حلّ الأسترالي آلان جونز أولا بينما جاء الفرنسي ديدييه بيروني في المركز الثاني وحصل على المركز الثالث الفرنسي جاك لافيت.